# 1254 Erfordia
1254 Erfordia је астероид главног астероидног појаса са пречником од приближно 45,48 .
Афел астероида је на удаљености од 3,249 астрономских јединица (АЈ) од Сунца, а перихел на 3,016 АЈ.
Ексцентрицитет орбите износи 0,037, инклинација (нагиб) орбите у односу на раван еклиптике 7,065 степени, а орбитални период износи 2025,530 дана (5,545 година).
Апсолутна магнитуда астероида је 10,80 а геометријски албедо 0,040.
Астероид је откривен 10. маја 1932. године.